# Gibson SG
De Gibson SG is een elektrische gitaar van het Amerikaanse bedrijf Gibson die vanaf 1960 tot heden in productie is gebleven. De letters SG staan voor Solid Guitar.
Karakteristiek voor de Gibson SG zijn de twee cutaways, waarschijnlijk bedoeld om te concurreren met de Fender Stratocaster uit de jaren vijftig en zestig. De body van de Gibson SG is ietwat dunner dan die van de Gibson Les Paul. De SG is een behoorlijk succesvol gitaarmodel gebleken. Angus Young van AC/DC en Tony Iommi van Black Sabbath zijn twee bekende SG-gitaristen die deze archetypische rockgitaar al jaren trouw zijn gebleven.

## Geschiedenis
Het SG-model verscheen voor het eerst in 1960 als SG Special (met twee P-90-enkelspoelselementen) als opvolger van de double cutaway Les Paul Special (die alleen in 1959 werd gemaakt). Vreemd genoeg heeft dit model geen Les Paul-aanduiding op de kop. In 1961 werden de Les Paul Standard, Les Paul Custom en Les Paul Junior in een SG-vorm op de markt gebracht. Bij deze gitaren staat wél Les Paul op de kop (bij de Custom op het afdekplaatje van de halspen, de truss rod cover).
Eind 1963 verdween de Les Paul-aanduiding van deze gitaren. Over de exacte redenen hiervoor doen tegenstrijdige verhalen de ronde. Sommigen beweren, dat Les Paul zijn naam niet op deze gitaren wilde hebben, omdat hij niet bij het ontwerpen ervan betrokken was geweest. Anderen stellen, dat het vrij conservatieve Gibsonconcern niet meer geassocieerd wilde worden met Les Paul, omdat hij inmiddels van Mary Ford gescheiden was. In beide gevallen is het vreemd, dat er ondanks de genoemde bezwaren nog ruim twee jaar lang SG-modellen als Les Pauls gefabriceerd werden. Vanaf 1964 stonden de gitaren niet meer in de catalogus van Gibson als Les Paul-model, maar als SG. Pas in 1967 kwam er weer een Gibson Les Paul op de markt naar het oorspronkelijke, door Les Paul zelf ontworpen model.
Zoals met vele gitaren van Gibson het geval was, veranderden de specificaties van de SG aanvankelijk om de paar jaar. Na 1980 zijn de variaties echter niet meer bij te houden en begint Gibson ook terug te grijpen naar eerdere ontwerpen. Ook worden er aanduidingen gebruikt die niet overeenkomen met eerdere modellen met dezelfde naam. Zo heeft de Deluxe uit de jaren negentig niets van doen met het jaren zeventig-model van die naam.
In de beginperiode waren er vier SG-modellen op de markt: Standard, Special, Custom en Junior. In de jaren zestig zijn er grofweg drie ontwerpen te onderscheiden:
- 1961-1963 mét Les Paul-aanduiding (behalve de Special);
- 1964-1966 zonder Les Paul-aanduiding, maar verder identiek (met een kleine 'vleugel'-slagplaat);
- 1967-1969 met een grote 'vleermuis'-slagplaat die het grootste deel van de body bedekt.

In de jaren zeventig onderging de serie een facelift. De gitaren kregen een Les Paul-achtige slagplaat en de knoppen werden op een kunststof plaat in de vorm van een halve cirkel gemonteerd, en niet meer via de achterkant.
De Standard ging Deluxe heten, de Special Pro (Professional). De Custom behield zijn naam. De Junior verdween en werd vervangen door de SG-100 en de SG-200 (hoewel deze gitaren getuige hun bonkige hals meer gezien kunnen worden als opvolgers van de SG-vormige Gibson Melody Maker).
Deze SG-serie was geen succes, en de Standard, de Special en de Custom werden in 1973 weer op de markt gebracht in een uitvoering die doet denken aan die uit de periode '64-'66. De SG-100 en 200 werden vervangen door de SG-I, SG-II en SG-III. (Dat laatste is geen aanduiding van een gitaar met drie elementen, maar een sunburst-uitvoering van de SG-II.) In 1976 is deze goedkope versie van de SG alweer uit de catalogi verdwenen.
De Standard en Special bleven daarna vaste waarden in het Gibsonassortiment, hoewel er midden jaren tachtig een versie zonder slagplaat en met slechts drie knoppen simpelweg op de markt kwam als Gibson Special (dus zonder SG-aanduiding). De Custom was na 1980 niet meer normaal leverbaar, maar werd periodiek geleverd als limited edition, zoals de 30th anniversary uit 1991. Ook de SG Junior is af en toe weer leverbaar.
De SG-modellen zijn in de loop der jaren in allerlei versies op de markt gebracht, van sober (zoals de ongelakte Firebrand) tot zeer luxueus (zoals de Supreme met tijgerstreeptoplaag).
Gibson had tussen 1961 en 1979 ook de EB-3, een shortscale basgitaar met kenmerken van de SG in productie. De EB-3L, een longscale variant was ook korte tijd in productie.

## Modellen
Oorspronkelijke modellen
- Standard - twee humbuckers, krooninleg op de toets, twee toonknoppen, twee volumeknoppen, vernikkeld beslag
- Custom - drie humbuckers, blokinleg op de ebben toets, twee toonknoppen, twee volumeknoppen, goudkleurig beslag
- Special -twee P90-elementen, stipinleg op de toets, twee toonknoppen, twee volumeknoppen
- Junior - één P90-element, stipinleg op de toets, één toonknop, één volumeknop

Overige fabrieksmodellen
- Deluxe (1970)
- Professional (1970)
- 100
- 200
- I
- II
- III
- Firebrand
- All American I
- Z

- 90
- Deluxe (jaren '90-versie met drie minihumbuckers en Maestro-tremolo)
- Classic
- Supreme
- Gothic
- Menace
- Special Faded
- '61 Reissue
- Faded

De Special kreeg later twee minihumbuckers en nog weer later twee grote humbuckers. Het originele model uit 1960 werd opnieuw uitgebracht als SG Classic. Het model van '67-'69 is herkenbaar in de latere SG Special (met 'vleermuis'-slagplaat) en in de Pete Townshend signature.
Signaturemodellen
- Pete Townshend
- Angus Young
- Tony Iommi
- Robert Krieger

Ook Gibson’s budget-merk Epiphone maakt meerdere uitvoeringen van de SG.

## Bekende SG-gitaristen
(met een artikel op de Nederlandstalige Wikipedia) 
- Duane Allman (The Allman Brothers Band)
- Mick Box (Uriah Heep)
- Eric Clapton (Cream)
- Rivers Cuomo (Weezer)
- Jerry Garcia (Grateful Dead)
- Greg Hetson (Bad Religion, Circle Jerks)
- Tony Iommi (Black Sabbath)
- George Harrison (The Beatles)

- Robby Krieger (The Doors)
- Lily Lazer (H.I.M.)
- Daron Malakian (System of a Down)
- Dave Murray (Iron Maiden)
- Mike Oldfield
- Rick Parfitt (Status Quo)
- Gary Rossington (Lynyrd Skynyrd)

- Carlos Santana
- Adrian Smith (Iron Maiden)
- Patrick Stump (Fall Out Boy)
- Mick Taylor
- Kim Thayil (Soundgarden)
- Pete Townshend (The Who)
- Thom Yorke (Radiohead)
- Angus Young (AC/DC)
- Frank Zappa